# Phare de Flat Holm
Pour les articles homonymes, voir Fastnet.
Le phare de Flat Holm est un phare situé sur l'île de Flat Holm dans le canal de Bristol, dans le comté de Cardiff, au sud du Pays de Galles.
Ce phare est géré par le Trinity House Lighthouse Service à Londres, l'organisation de l'aide maritime des côtes du Pays de Galles.

## Histoire
La première lumière sur l'île était un simple brasier monté sur un cadre en bois, qui se trouvait sur la partie haute orientale de l'île. En 1733, la Society of Merchant Venturers de Bristol a trouvé qu'un simple brasier n'était pas fiable et a demandé à la General Phare Authority, (maintenant Trinity House), un véritable phare, mais la pétition a échoué. En 1735, William Crispe de Bristol a soumis une proposition pour construire un phare à ses propres frais. Cette nouvelle proposition a également échoué, mais des négociations ont repris en 1736, lorsque 60 soldats se sont noyés après que leur navire se soit écrasé sur les rochers the Wolves près de Flat Holm. À la suite de cette catastrophe, la Society of Merchant Venturers a finalement soutenu la proposition de William Crispe. La construction de la tour fut terminée en 1737 et il a été mis en service le 25 mars 1738.
Le phare de l'île de Flat Holm mesure 30 m de haut pour une élévation de 50 m au-dessus du niveau moyen de l'eau. Il possède une lampe de 100 watts qui clignote trois fois toutes les dix secondes, et est rouge de 106 ° à 140 °; Blanc à 151 °; Rouge à 203 °; Blanc à 106 °. La visibilité de la lumière blanche est reçue jusqu'à 18 nmi, (données enregistrées en 1965 dans l'Almanach Nautique de Reed) mais Trinity House note maintenant une visibilité de 15 nmi (28 km) pour la lumière blanche et de 12 nmi (22 km) pour la lumière rouge.
Le phare a été frappé par la foudre lors d'une tempête violente le 22 décembre 1790. Le gardien a échappé à la mort de justesse, mais le sommet de la tour a été sévèrement endommagé. Une fissure de 3 m de hauteur sur le côté a duet être réparée avec des poutres en chêne pour supporter la plate-forme supérieure. En 1819, la tour de pierre circulaire a été réamménagé pour abriter une lanterne plus puissante. La tour a été rehaussée de 21 m à 27 m. Un mécanisme d'horloge, pour faire pivoter la lumière, a été installé en 1881. Flat Holm Lighthouse fut la dernière station de signalisation maritime privée au Pays de Galles. En juillet 1822, Trinity House acheta finalement la station. En 1867, une lanterne de 4 m de diamètre a été installée. Le phare a été rénové en 1929 pour y inclure l'hébergement pour quatre gardiens. Ce gardiennage a duré jusqu'en 1988, date à laquelle le phare est devenu entièrement automatisé et les gardiens ont été retirés. En 1997, la lumière a été modernisée et reconvertie à l'énergie solaire. Elle est maintenant surveillée et contrôlée par le centre d'opération de Trinity House à Harwich, dans l'Essex .

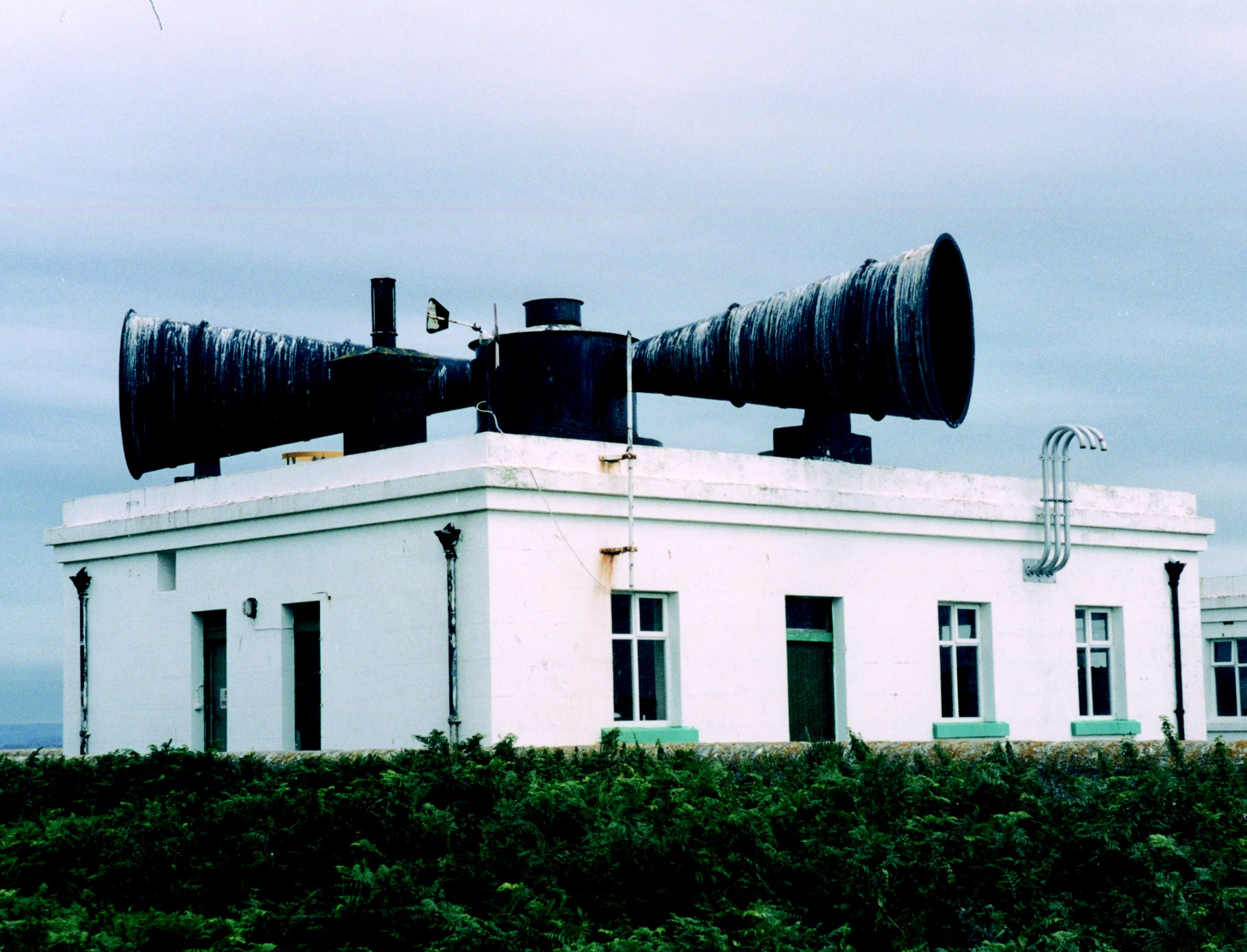
Corne de Brume

Construit par Trinity House en 1906, le bâtiment recevant la corne de brume est devenu un bâtiment classé de Grade II. La sirène était à l'origine alimentée par un moteur de 15 ch qui donnait deux explosions rapides à des intervalles de deux minutes qui pourraient être clairement entendus par les gens vivant sur l'île, jusqu'à de nombreuses années après la Seconde Guerre mondiale. Les bénévoles de la Flat Holm Society, avec l'aide de la The Prince's Trust, ont restauré le klaxon et ses moteurs dans les années 1960.

### Lien connexe
- Liste des phares du Pays de Galles